# Brollador
|  | No s'ha de confondre amb sobreeixidor (hidrologia). |

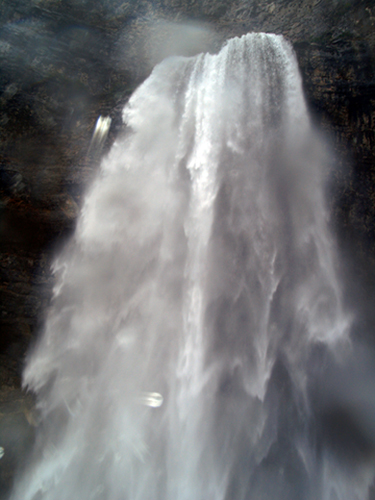
"Rebentada" d'aigua en el naixement del riu Mundo. Riópar - Albacete (serra d'Alcaraz)

Un brollador(en francès: trop-plein, massa ple) és una surgència càrstica deguda a la pressió exercida per l'aigua subterrània, poc habitual en la natura, encara que molts d'aquests passen desapercebuts en trobar-se coberts per vegetació, pedregars, llacunes o altres làmines d'aigua superiors.
En general, els fenòmens de sobreeiximent estan associats a deus comunes i a un aqüífer a la base, i en què la descàrrega s'activa quan es donen unes circumstàncies meteorològiques determinades. Perquè les deus en sobreeixidor funcionen, normalment, en dates de primavera molt plujosa, o després de tempestes d'estiu molt intenses, o pel desglaç d'una nevada hivernal molt copiosa.